# Pręgostrzyżyk cynamonowy
Pręgostrzyżyk cynamonowy (Thryophilus sernai) – gatunek małego ptaka z rodziny strzyżyków (Troglodytidae). Występuje endemicznie w deprtamencie Antioquia w północno-zachodniej Kolumbii. Narażony na wyginięcie.
Taksonomia
Gatunek ten odkrył Carlos Esteban Lara 26 lutego 2010 w kanionie rzeki Cauca w departamencie Antioquia w północno-zachodniej Kolumbii. Holotyp, dorosły samiec pozyskany 15 marca 2010, znajduje się w Instituto de Ciencias Naturales należącym do Narodowego Uniwersytetu Kolumbii. Opis gatunku, autorstwa Lary i współpracowników, ukazał się w 2012 na łamach czasopisma „The Auk”. Autorzy nadali ptakowi nazwę Thryophilus sernai. Epitetem gatunkowym sernai upamiętniony został Marco Antonio Serna Díaz (1936–1991), kolumbijski przyrodnik z San Vicente Ferrer w departamencie Antioquia. Nie wyróżnia się podgatunków.
Morfologia
Wymiary holotypu: masa ciała 21,9 g, długość skrzydła 62,2 mm, ogona 53,7 mm, skoku 24,5 mm, a dzioba (od podstawy w czaszce) 20 mm. Wygląd zewnętrzny podobny do pręgostrzyżyka rdzawego (Thryophilus rufalbus), jednakże jest od niego jaśniejszy i w odcieniu cynamonowym, nie rudym. Przypomina także pręgostrzyżyka brązowego (T. nicefori), lecz na brzuchu i pokrywach nadogonowych posiada delikatne, ciemne paski. Obie płcie są do siebie podobne.
Środowisko
Suche zarośla i lasy liściaste w regionie rzeki Cauca z drzewami z rodziny wełniakowatych, wilczomleczowatych, brezylkowatych, meliowatych, morwowatych, mimozowatych oraz bobowatych.
Pożywienie
W żołądku holotypu znaleziono owady z 4 różnych rzędów: prostoskrzydłych (szarańczowate), chrząszczy (czarnuchowate oraz bogatkowate), pluskwiaków różnoskrzydłych (smyczykowate) oraz motyli.
Status
IUCN uznaje pręgostrzyżyka cynamonowego za gatunek narażony na wyginięcie (VU – Vulnerable); przed 2022 rokiem był uznawany za gatunek zagrożony wyginięciem (EN – Endangered) ze względu na niewielki zasięg występowania i zagrożenie dalszą utratą siedlisk. Liczebność populacji została oszacowana na 2500-9999 dorosłych osobników. Trend liczebności populacji uznawany jest za spadkowy. Gatunkowi zagraża przekształcanie środowiska na potrzeby rolnictwa czy wydobycia surowców naturalnych, budowa dróg, urbanizacja. Wielkim zagrożeniem jest także trwająca budowa zapory wodnej Pescadero-Ituango, której zbiornik może zająć nawet około 53% siedlisk tego ptaka.